# Драфт НХЛ 1999
Драфт Национальной хоккейной лиги 1999 года прошел 26 июня в Бостоне, штат Массачусетс. Команды лиги закрепили за собой права на 272 молодых хоккеистов.
Первым номером стал чешский центральный нападающий Патрик Штефан — права на него были закреплены клубом «Атланта Трэшерз», дебютировавший в сезоне 1999—2000 годов. Штефан не оправдал надежд из-за травм, провёл в НХЛ менее 500 матчей и набрал менее 200 очков.
«Ванкувер Кэнакс» ещё до драфта нацелились на то, чтобы взять обоих братьев Сединов, которые котировались очень высоко. Изначально первый выбор на драфте принадлежал «Тампе-Бэй Лайтнинг», второй был у «Атланты Трэшерз», а третий — у «Ванкувера». «Ванкувер» провернул несколько обменов выборами на драфтах, в результате получив первый выбор на драфте в дополнение к своему третьему. Однако «Трэшерз» пообещали не брать ни одного из Сединов и получили первый выбор на драфте в обмен на второй выбор «Ванкувера». В итоге «Трэшерз» взяли Штефана, а «Ванкувер» вторым и третьим выборами забрал Сединов, которые провели всю карьеру в «Кэнакс» и стали легендами клуба.

## 1 раунд
1. «Атланта Трэшерз» (от «Тампы-Бэй» через «Ванкувер») — Патрик Штефан, центральный нападающий
2. «Ванкувер Кэнакс» (от «Атланты») — Даниэль Седин, крайний нападающий
3. «Ванкувер Кэнакс» — Хенрик Седин, центральный нападающий
4. «Нью-Йорк Рейнджерс» (от «Чикаго», через «Тампу» и «Ванкувер») — Павел Брендл, крайний нападающий
5. «Нью-Йорк Айлендерс» — Тим Конноли, центральный нападающий
6. «Нэшвилл Предэйторз» — Брайан Финли, вратарь
7. «Вашингтон Кэпиталз» — Крис Бич, центральный нападающий
8. «Нью-Йорк Айлендерс» — Тэйлор Пятт, крайний нападающий
9. «Нью-Йорк Рейнджерс» — Джейми Лундмарк, центральный нападающий
10. «Нью-Йорк Айлендерс» (от «Монреаля») — Бранислав Мезей, защитник
11. «Калгари Флэймз» — Олег Сапрыкин, крайний нападающий
12. «Флорида Пантерз» — Денис Швидкий, крайний нападающий
13. «Эдмонтон Ойлерз» — Яни Рита, крайний нападающий
14. «Сан-Хосе Шаркс» — Джефф Джиллсон, защитник
15. «Финикс Койотс» — Скотт Келман, центральный нападающий
16. «Каролина Харрикейнз» — Дэвид Танабэ, защитник
17. «Сент-Луис Блюз» — Баррет Джекман, защитник
18. «Питтсбург Пингвинз» — Константин Кольцов, крайний нападающий
19. «Финикс Койотс» — Кирилл Сафронов, защитник
20. «Баффало Сейбрз» — Барретт Хейстен, крайний нападающий
21. «Бостон Брюинз» — Ник Бойнтон, защитник
22. «Филадельфия Флайерз» — Максим Улле, вратарь
23. «Чикаго Блэкхокс» — Стив Маккарти, защитник
24. «Торонто Мэйпл Лифс» — Лука Череда, центральный нападающий
25. «Колорадо Эвеланш» — Михаил Кулешов, крайний нападающий
26. «Оттава Сенаторз» — Мартин Гавлат, центральный нападающий
27. «Нью-Джерси Девилз» — Ари Ахонен, вратарь
28. «Нью-Йорк Айлендерс» — Кристиан Кудроч, защитник

## Известные игроки, выбранные в следующих раундах
- Юнас Андерссон — 2 раунд, 33 номер, «Нэшвилл Предэйторз»
- Милан Бартович — 2 раунд, 35 номер, «Баффало Сейбрз»
- Алексей Семёнов — 2 раунд, 36 номер, «Эдмонтон Ойлерз»
- Александр Бутурлин — 2 раунд, 39 номер, «Монреаль Канадиенс»
- Александр Олд — 2 раунд, 40 номер, «Флорида Пантерз»
- Майк Коммодор — 2 раунд, 42 номер, «Нью-Джерси Девилз»
- Андрей Шефер — 2 раунд, 43 номер, «Лос-Анджелес Кингз»
- Джордан Леопольд — 2 раунд, 44 номер, «Анахайм Майти Дакс»
- Мартен Гренье — 2 раунд, 45 номер, «Колорадо Эвеланш»
- Мэтт Мёрли — 2 раунд, 51 номер, «Питтсбург Пингвинз»
- Адам Холл — 2 раунд, 52 номер, «Нэшвилл Предэйторз»
- Эндрю Хатчинсон — 2 раунд, 54 номер, «Нэшвилл Предэйторз»
- Ян Лашак — 2 раунд, 65 номер, «Нэшвилл Предэйторз»
- Евгений Константинов — 3 раунд, 67 номер, «Тампа Бэй Лайтнинг»
- Никлас Хагман — 3 раунд, 70 номер, «Флорида Пантерз»
- Франтишек Каберле — 3 раунд, 76 номер, «Лос-Анджелес Кингз»
- Крэйг Андерсон — 3 раунд, 77 номер, «Калгари Флэймз»
- Маттиас Вейнхандль — 3 раунд, 78 номер, «Нью-Йорк Айлендерс»
- Петер Смрек — 3 раунд, 85 номер, «Сент-Луис Блюз»
- Никлас Хавелид — 3 раунд, 87 номер, «Анахайм Майти Дакс»
- Майк Комри — 3 раунд, 91 номер, «Эдмонтон Ойлерз»
- Бранко Радивоевич — 3 раунд, 93 номер, «Колорадо Эвеланш»
- Крис Келли — 3 раунд, 94 номер, «Оттава Сенаторз»
- Андре Лакос — 3 раунд, 95 номер, «Нью-Джерси Девилз»
- Юрай Колник — 4 раунд, 101 номер, «Нью-Йорк Айлендерс»
- Брайан Макгрэттен — 4 раунд, 104 номер, «Лос-Анджелес Кингз»
- Райан Мэлоун — 4 раунд, 115 номер, «Питтсбург Пингвинз»
- Александр Кревсун — 4 раунд, 124 номер, «Нэшвилл Предэйторз»
- Каспар Асташенко — 5 раунд, 127 номер, «Тампа Бэй Лайтнинг»
- Константин Панов — 5 раунд, 131 номер, «Нэшвилл Предэйторз»
- Райан Миллер — 5 раунд, 138 номер, «Баффало Сейбрз»
- Владимир Маленьких — 5 раунд, 157 номер, «Питтсбург Пингвинз»
- Юрий Добрышкин — 6 раунд, 159 номер, «Атланта Трэшерз»
- Бьёрн Мелин — 6 раунд, 163 номер, «Нью-Йорк Айлендерс»
- Мартин Прусек — 6 раунд, 164 номер, «Оттава Сенаторз»
- Майкл Лейтон — 6 раунд, 165 номер, «Чикаго Блэкхокс»
- Фёдор Фёдоров — 6 раунд, 182 номер, «Тампа Бэй Лайтнинг»
- Мартин Эрат — 7 раунд, 191 номер, «Нэшвилл Предэйторз»
- Вадим Тарасов — 7 раунд, 196 номер, «Монреаль Канадиенс»
- Хенрик Зеттерберг — 7 раунд, 210 номер, «Детройт Ред Уингз»
- Радим Врбата — 7 раунд, 212 номер, «Колорадо Эвеланш»
- Александр Жиру — 7 раунд, 213 номер, «Оттава Сенаторс»
- Гарнет Экселби — 8 раунд, 217 номер, «Атланта Трэшерз»
- Максим Орлов — 8 раунд, 219 номер, «Вашингтон Кэпиталз»
- Джордж Паррос — 8 раунд, 222 номер, «Лос-Анджелес Кингз»
- Радек Мартинек — 8 раунд, 228 номер, «Нью-Йорк Айлендерс»
- Петр Тенкрат — 8 раунд, 230 номер, «Анахайм Майти Дакс»
- Александр Хаванов — 8 раунд, 232 номер, «Сент-Луис Блюз»
- Даг Мюррей — 8 раунд, 241 номер, «Сан-Хосе Шаркс»
- Игорь Щадилов — 9 раунд, 249 номер, «Вашингтон Кэпиталз»
- Алексей Булатов — 9 раунд, 254 номер, «Нью-Йорк Рейнджерс»
- Ханнес Хювёнен — 9 раунд, 257 номер, «Сан-Хосе Шаркс»
- Георгий Пуяц — 9 раунд, 264 номер, «Бостон Брюинз»
- Константин Горовиков — 9 раунд, 269 номер, «Оттава Сенаторз»
- Михаил Доника — 9 раунд, 272 номер, «Даллас Старз»